# Tauró de mans llargues
El tauró de mans llargues o camarí (Carcharhinus longimanus) és una espècie de peix cartilaginós de la família dels carcarínids i de l'ordre dels carcariniformes, pelàgic, de grans dimensions, que viu als mars tropicals i temperats càlids. És de constitució robusta i destaca especialment per les seves aletes llargues, arrodonides i amb les puntes blanques.
És un peix agressiu, però de moviments lents, amb un marcat frenesí devorador, per la qual cosa és un perill pels nàufrags i supervivents a l'oceà d'accidents d'aeronaus; ha atacat més humans que totes les altres espècies de taurons juntes. Estudis recents han demostrat que les seves poblacions es troben en marcat declivi, car les seves grans aletes tenen molt de valor com a ingredient principal de la sopa d'aleta de tauró i, com altres espècies de tauró, sofreix una pressió creixent per part de la pesca arreu del seu àmbit de distribució.

## Taxonomia
El tauró de mans llargues fou descrit originalment pel naturalista René-Primevère Lesson en el seu relat de les observacions fetes durant la circumnavegació del món de Louis Duperrey entre el 1822 i el 1825 a bord de la corbeta Coquille. Lesson descrigué dos exemplars trobats a l'arxipèlag de les Tuamotu, a la Polinèsia Francesa, i anomenà el tauró Squalus maou, utilitzant un mot polinesi per dir "tauró". Tanmateix, la descripció i el nom de Lesson foren oblidats.
Posteriorment, el 1861, fou descrit pel cubà Felipe Poey com a Squalus longimanus. Finalment, el nom que s'ha mantingut des de fa bastants anys ha estat Pterolamiops longimanus. L'epítet específic, longimanus, es refereix a la mida de les seves aletes pectorals (en llatí, longimanus vol dir 'de mans llargues').
Les normes de la Comissió Internacional de Nomenclatura Zoològica indiquen que, en general, té prioritat el primer nom que s'ha publicat; per tant, el nom científic vàlid del tauró de mans llargues hauria de ser Carcharhinus maou. Tanmateix, el nom de Lesson romangué oblidat durant tant de temps que, finalment, Carcharhinus longimanus és el nom científic acceptat.

## Distribució i hàbitat
El tauró de mans llargues té una distribució global en aigües obertes i profundes, amb una temperatura superior a 18 °C. Prefereix aigües entre 20 °C i 28 °C, i tendeix a retirar-se de les zones en què les temperatures cauen per sota d'aquest límit. Antigament fou una espècie extremament comuna i amb una àmplia distribució, i encara viu en un àmbit extens arreu del món; tanmateix, estudis recents suggereixen que les seves poblacions han patit un declivi dràstic. Una anàlisi de les dades del registre de palangres pelàgics dels Estats Units entre el 1992 i el 2000 (concernint l'Atlàntic central nord-occidental i occidental) estimà el declivi en un 70% al llarg d'aquest període.
Els camarins viuen arreu del món a latituds d'entre 45°N i 43°S. El 2004, un tauró de mans llargues fou descobert mort a la costa occidental de Suècia, molt més al nord del que antigament es considerava el límit septentrional del seu àmbit de distribució.
El tauró passa gran part del seu temps a la capa superior de l'oceà, a una profunditat de fins a 150 metres, i prefereix les àrees d'oceà profund, lluny de les costes. A vegades se'l troba a prop de la terra, en aigües tan somes com 37 metres, principalment a prop d'illes situades al mig de l'oceà com ara Hawaii, o en àrees en què la plataforma continental és estreta i hi ha un accés a aigües profundes no gaire lluny. Sol ser solitari, tot i que s'han observat grups en indrets en què hi ha disponibilitat d'aliments. A diferència de molts animals, no té un cicle diürn, sinó que és actiu tant de dia com de nit. El seu estil de natació és lent, amb les aletes pectorals ben esteses. Malgrat el seu aïllament habitual d'altres membres de la seva espècie, se'l pot observar amb pàmpols, llampugues i rèmores. El 1988, Jeremy Stafford-Deitsch relatà l'observació d'un exemplar acompanyat per un cap d'olla negre d'aleta curta.

## Anatomia i aparença

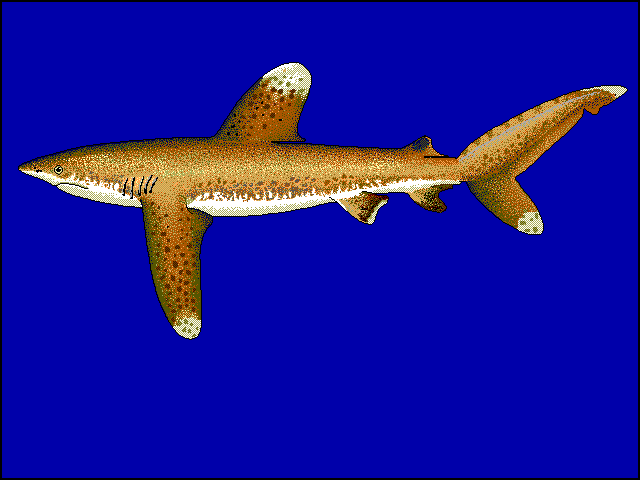
Il·lustració d'un tauró de mans llargues

El tret més característic de C. longimanus són les seves llargues aletes pectorals i dorsals, semblants a ales. Les aletes són significativament més grans que en la majoria d'altres espècies de taurons, i són marcadament arrodonides. El musell del tauró és arrodonit i els seus ulls són circulars, amb membranes nictitants.
C. longimanus té el cos "típic" dels carcarínids, però una mica aplanat i sovint amb un aspecte lleugerament geperut. El seu dors és d'un color bronzejat, marró, blavós o gris (el color varia entre regions) i el seu ventre és blanc, de vegades, però, pot tenir una tonalitat groga. La seva mida màxima és de quatre metres, tot i que habitualment no supera els tres metres. El seu pes màxim registrat és de 170 quilograms. La femella és una mica més grossa que el mascle, habitualment només per 10 cm; els mascles mesuren uns 180 cm i les femelles uns 190.
La majoria de les aletes del seu cos (dorsals, pectorals, pelvianes i caudal) tenen puntes blanques; els exemplars joves i alguns adults poden no tenir-les. A més de tenir les puntes blanques, les aletes poden tenir taques, i en els exemplars joves fins i tot poden tenir marques negres. Pot haver-hi una marca semblant a una sella entre la primera i la segona aleta dorsal. El tauró té diversos tipus de dents; les del maxil·lar inferior tenen una punta prima i serrada, i són relativament petites i triangulars; són una mica semblants a ullals. Hi ha entre tretze i quinze dents a cada banda de la símfisi. Les dents del maxil·lar superior són triangulars, però molt més grans i amples, amb vores completament serrades – n'hi ha catorze o quinze a cada banda de la símfisi. Els denticles són plans i típicament tenen entre cinc i set crestes.

## Dieta
C. longimanus s'alimenta principalment de cefalòpodes i peixos ossis pelàgics. Tanmateix, la seva dieta pot ser molt més variada i menys selectiva; se sap que menja polinèmids, escurçanes, tortugues marines, ocells, gastròpodes, crustacis, carronya de mamífers, i fins i tot deixalles llençades pels vaixells. Els peixos ossis dels quals s'alimenta inclouen alepisàurids, regalècids, esfirènids, caràngids, llampugues, marlins, tonyines i verats. Els seus mètodes de depredació inclouen llançar-se contra grups de peixos i anar mossegant per intentar caçar-los, o nedar a través de bancs de tonyina amb la boca oberta. Quan hi ha altres espècies alimentant-se al voltant, esdevé agressiu. Peter Benchley, autor de Jaws, observà aquest tauró nedant entre caps d'olla i menjant-se'n els excrements.

## Comportament

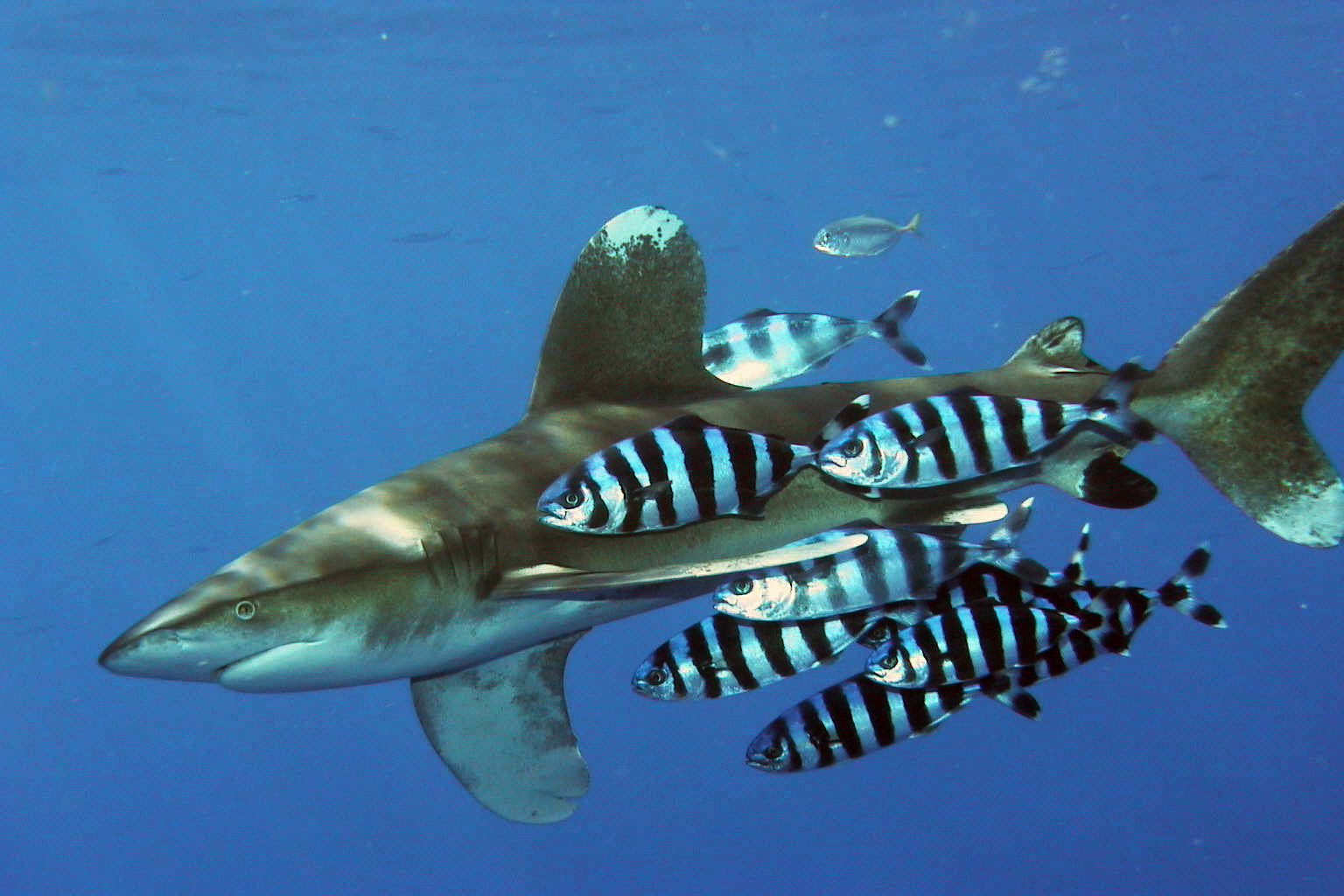
Tauró de mans llargues fotografiat a la barrera d'Elphinstone (mar Roja, Egipte), acompanyat per pàmpols.

El tauró de mans llargues sol ser solitari i de moviments lents, i tendeix a nedar a prop del cim de la columna d'aigua, travessant grans extensions d'aigua a la recerca de possibles fonts d'aliment. Fins al segle xvi, els mariners coneixien els taurons com a "gossos de mar", i el tauró de mans llargues, el tauró seguidor de vaixells més comú, presenta un comportament semblant al dels gossos quan es desperta el seu interès; quan és atret per quelcom que sembla menjar, els seus moviments esdevenen més àvids i s'hi acostarà amb precaució però tenaçment, reculant i mantenint una distància mínima de seguretat si se'l repel·leix, però preparat per a un atac de coratge si es presenta l'oportunitat. No es tracta d'un tauró ràpid, però és capaç d'efectuar esprints sorprenents. Se'l sol trobar competint per aliment amb taurons sedosos, compensant la seva natació lenta amb una actitud més agressiva.
Sovint es formen grups quan individus propers convergeixen en una font d'aliment, i és quan es pot produir el cèlebre frenesí devorador. Sembla que aquest frenesí no és provocat per l'existència de sang dins l'aigua, o pel desig de sang, sinó per la naturalesa nerviosa i tenaç de l'espècie; conserva l'energia entre les oportunitats rares que té d'alimentar-se, quan no navega per l'oceà obert. El tauró de mans llargues és un predador competitiu i oportunista amb un gran incentiu per explotar els recursos disponibles en un moment concret, en lloc d'evitar problemes i esperar a un àpat possiblement més fàcil en el futur.
No sembla haver-hi segregació per sexe o mida com és el cas en altres espècies. Els taurons de mans llargues segueixen bancs de tonyina o de sèpies, i rastregen grups de cetacis com ara dofins i caps d'olla com a carronyaires de les seves preses. El seu instint rastrejador és tan marcat, com a resultat de mil·lennis de migracions de peixos esquer, que acompanyen vaixells transoceànics. Quan es feia caça de balenes en aigües càlides, els taurons de mans llargues eren sovint responsables de gran part dels danys que es produïen als cadàvers flotants.

## Reproducció
La temporada d'aparellament es produeix a principis de l'estiu al nord-oest de l'oceà Atlàntic i el sud-oest de l'oceà Índic, tot i que s'han trobat femelles capturades a l'oceà Pacífic amb embrions durant tot l'any, cosa que suggereix una temporada d'aparellament més llarga en aquesta regió. És un tauró vivípar, és a dir, els embrions es desenvolupen in utero i són alimentats per un sac placentari. Té un període de gestació d'un any. La mida de la ventrada varia entre 1 i 15 individus, i quan les cries neixen mesuren uns 60 cm. Quan assoleixen la maduresa sexual, els mascles fan uns 175 cm i les femelles uns 190.

## Relació amb els humans

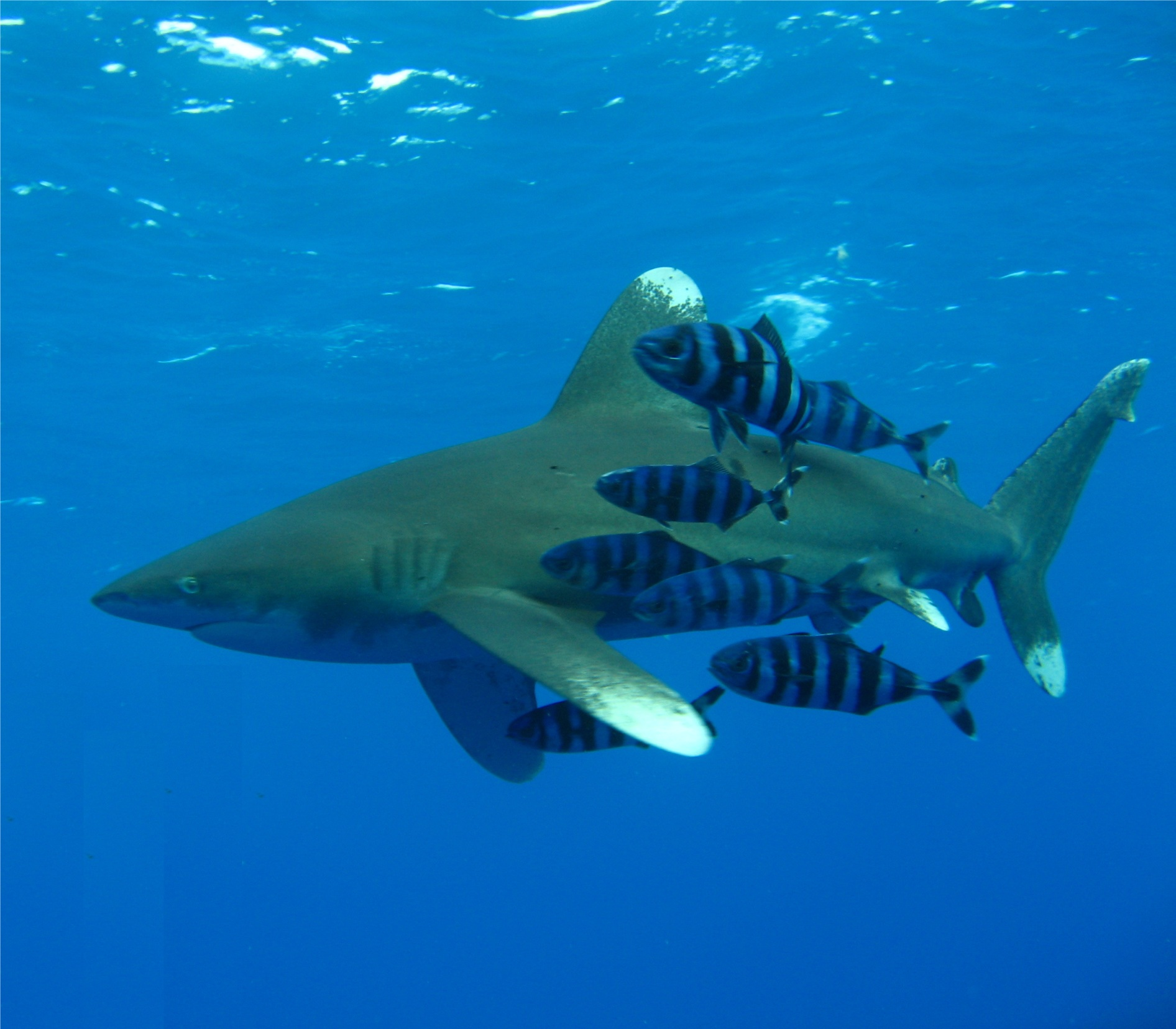
Tauró de mans llargues amb un petit banc de pàmpols

És una espècie comercialment important fins al punt que les seves aletes són molt valorades per la sopa d'aleta de tauró i sovint també s'aprofita la seva carn i el seu oli. Com a aliment se'l consumeix fresc, fumat, assecat i salat, i la seva pell és utilitzada com a cuir. Pateix la pressió de la pesca a pràcticament tota la seva distribució, tot i que sovint és capturat més com a pesca accidental, car pren esquers de palangres dissenyats per a altres espècies.
El cèlebre investigador i oceanògraf Jacques Cousteau descrigué el tauró de mans llargues com "el tauró més perillós de tots". Malgrat la notorietat més gran del gran tauró blanc i altres taurons que es troben habitualment més a prop de la costa, el tauró de mans llargues és considerat responsable de més atacs fatals contra humans que totes les altres espècies juntes. Aquests incidents no estan inclosos en els índexs comuns d'atacs de taurons dels segles XX i XXI, però sembla que n'hi ha hagut milers arreu del món. En un únic incident, el torpedeig del USS Indianapolis el 30 de juliol del 1945, un mínim d'entre 60 i 80 mariners foren morts per taurons. Es diu que alguns taurons tigre foren responsables d'algunes de les morts de l'Indianapolis, però això mai no ha estat confirmat. També durant la Segona Guerra Mundial, el Nova Scotia, un vaixell de vapor que portava unes 1.000 persones a prop de Sud-àfrica, fou torpedejat i enfonsat per un submarí alemany. Només hi hagué 192 supervivents, i moltes morts foren atribuïdes al tauró de mans llargues.
El tauró de mans llargues només representa una amenaça mínima pels banyistes o pels esportistes que es queden a prop de la costa, però és un gran perill pels humans en oceà obert en condicions en què poden ser vistos com a presa.
Malgrat que el tauró de mans llargues és altament oportunista i agressiu, i ataca als humans per a menjar-se'ls, hi ha hagut bussos que han nedat a prop sense prendre mal. S'aconsella als submarinistes que només s'hi acostin amb gran precaució, que no cacin peixos a prop del tauró i si el tauró s'acosta massa o es posa massa curiós que surtin de l'aigua al més aviat possible. Respecte als taurons en general, en cas d'atac és aconsellable pegar-li al musell, a les brànquies o als ulls; tanmateix, les observacions casuals suggereixen que aquest mètode podria resultar menys eficient en els taurons de mans llargues.

## Estat de conservació
El 1969, Lineaweaver i Backus escrigueren sobre el tauró de mans llargues: "[és] extraordinàriament abundant, potser l'animal gran més abundant de la faç de la terra, considerant gran com un pes de més de 45 kg." No se'n feren gaires estudis més de les poblacions fins al 2003, quan s'estimà que s'havien reduït en fins a un 70% a l'oceà Atlàntic nord-oest i oest central entre el 1992 i el 2000. Un altre estudi centrat en el golf de Mèxic, que utilitzava una mescla de dades de sondejos de la pesca de palangre dels Estats Units de mitjans de la dècada del 1950 i observacions de finals de la dècada del 1990, estimà un declivi en les poblacions en aquest indret d'un 99,3% al llarg d'aquest període. Tanmateix, no es prengueren en compte ni els canvis en les pràctiques de pesca ni les diferències en els mètodes de recol·lecció de dades. Per aquest motiu, es discuteix la validesa d'aquestes estimacions. Com a resultat d'aquests descobriments, el seu estat a la Llista Vermella de la UICN fou canviat a "vulnerable" a escala global (de "risc mínim/gairebé amenaçat") i "en perill crític" a les zones del nord-oest i oest central de l'Atlàntic. L'Acord de les Nacions Unides sobre les poblacions de peixos amb territoris que es troben dins i fora de les zones econòmiques exclusives i les poblacions de peixos altament migratòries (UNFSA) estipula que els estats costaners i pescadors han d'adoptar mesures per assegurar la conservació de les espècies llistades, però s'ha progressat poc en aquest àmbit pel que fa al tauró de mans llargues.